# Castillo de Mediona
El castillo de Mediona es un castillo de estilo románico ubicado en el municipio de Mediona, en Cataluña, España. Se asienta sobre el congosto de Mediona que surca el río de Bitlles, afluente del río Noya, un lugar estratégico, no por la gran panorámica del territorio sino por la proximidad al paso que conecta el Penedés con la comarca del Noya. El castillo y todo el valle se asocian a la histórica familia aristocrática de los Mediona.

## Historia
El topónimo «Mediona» aparece documentado en el año 954 y el castillo, en el año 1011, en una donación a San Cugat del Vallés de unos alodios y un molino situados cerca del río de Bitlles. El castillo está muy ligado al linaje de los Mediona, algunos de los cuales ya encontramos a principios del siglo XI al diácono Guifred, o Guillem de Mediona, hijo de Sisemund de Oló y nieto del vizconde de Girona, Guiniguís Mascaró. El obispo Borrell de Vic le encomendó en 1015 la forestación y defensa de los territorios más extremos del obispado. Murió en lucha contra los sarracenos en 1032. En 1057, Ramon de Mediona hijo de Guillem era señor del castillo y Bernat de Mediona, hermano, era el castellano, contra el conde de Barcelona, Ramón Berenguer I.
Durante el siglo XII la señoría eminente del castillo pasó a los Cabrera; los Mediona conservaron la castellanía. En 1194 Ponç de Cabrera ofreció el castillo como prenda al rey Alfonso el Casto. En 1226 el vizconde Guerau IV de Cabrera cedió el dominio superior del castillo a la orden del Temple.
En 1242 el castillo de Mediona pasó a los Cardona. En 1281, el vizconde de Cardona tenía en feudo del conde de Barcelona los castillos de Meddiona, Montbuy y Castellolí. La casa ducal de Cardona tuvo la alta jurisdicción del territorio hasta la abolición del régimen señorial en el siglo XIX. La castellanía, en 1266 fue cedida a Bernat de Barberà y descendencia que la retuvo hasta el año 1616 cuando Enric de Barberà, clérigo, la vendió a Joan Ferrer, mercader. Los Ferrer fueron castellanos hasta el siglo XIX.

## Arquitectura

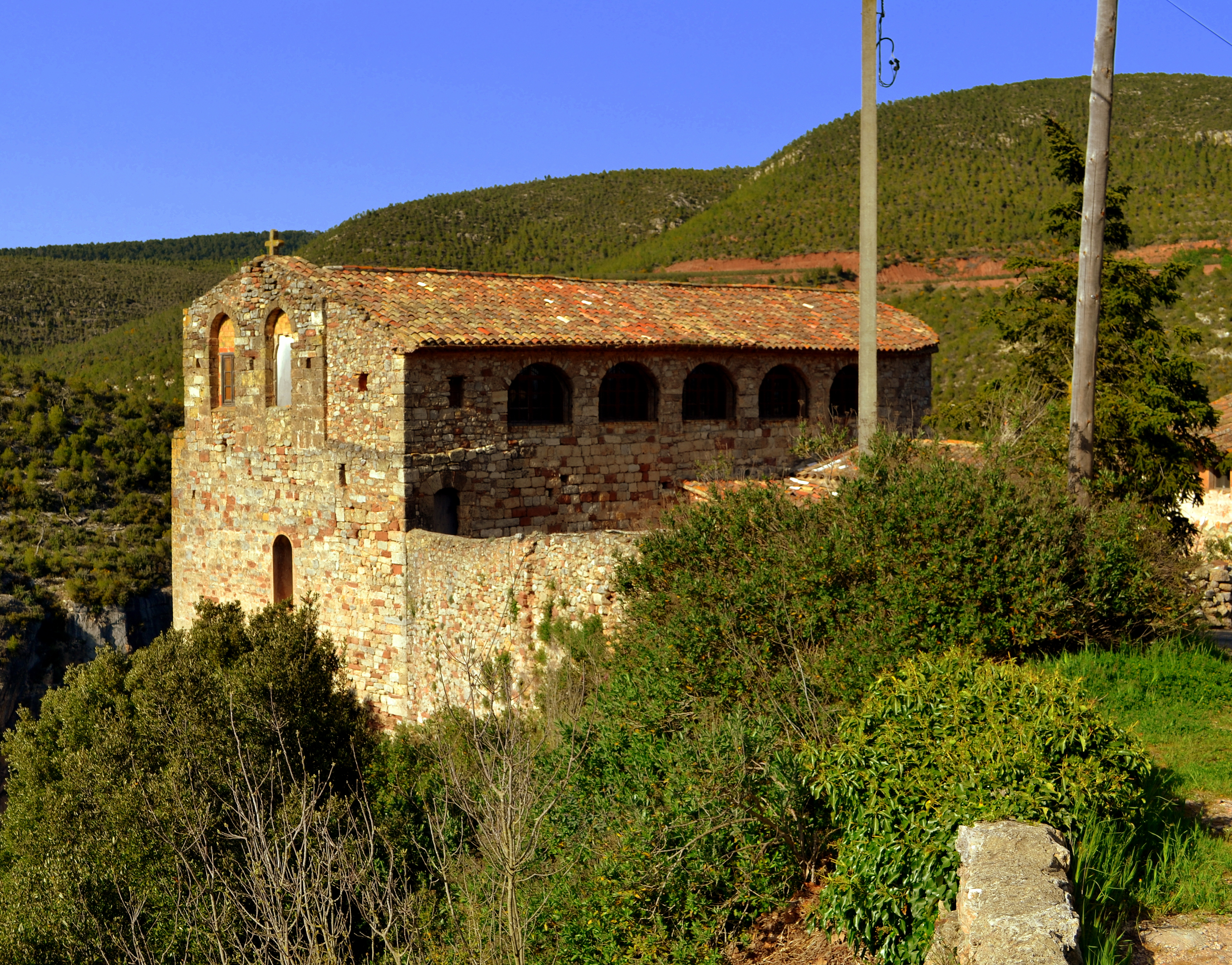
Castillo de Mediona, el Panedés, Barcelona. 2011.

Los restos que se ven actualmente pertenecen a épocas diversas. Las construcciones más antiguas son una viztorre semicircular de 5 m de largo por 3 m de ancho destruida al nivel de lo que fue el primer piso y un recinto que se extiende hacia el este con un muro de un grosor de 120 cm. El vallado rectangular fue ampliado en una época temprana hacia levante y siguiendo toda la cima de la colina. En el extremo oriental hay restos de otra viztorre, y de una cisterna. Algunas de estas fortificaciones son hechas con un aparato que recuerda al «opus spicatum» y se datarían del siglo X. Las ampliaciones pueden ser posteriores.
A finales del siglo XIII o principios del XIV se produce una segunda fase constructiva que corresponde a un grupo de edificios que fortifican el extremo suroeste con muros que enlazan la torpeza del siglo X con un baluarte de tapial de 1,20 m de ancha por 2,40 m de largo y 1,20 m de altura, sobre un zócalo de sillares, troneras y agujeros para canalizar el agua. El baluarte enlaza con una sala gótica rectangular, con 5 basamentos de arcos apuntados.
En una tercera fase constructiva se destruyeron parcialmente la sala gótica y el baluarte. En el siglo XV se edificó una torre cuadrada con al menos dos pisos superiores datada por los materiales cerámicos hallados en la excavación. Son seguramente también del siglo XV otra torre cuadrada y la puerta de acceso al conjunto del castillo situados en el extremo noreste en el camino que sigue el curso del río Mediona. Dentro del cercado fortificado se encuentra la iglesia del castillo dedicada a Santa María; es de una nave con bóveda apuntada gótica y ábside poligonal (siglo XIV). Se venera el santo Cristo de Mediona. Fue incendiada en 1936 y reconstruida en 1940.